# Genossenschaftsbewegung
Dieser Artikel wurde auf der Qualitätssicherungsseite des Portals Soziologie eingetragen. Dies geschieht, um die Qualität der Artikel aus dem Themengebiet Soziologie auf ein akzeptables Niveau zu bringen. Hilf mit, die inhaltlichen Mängel dieses Artikels zu beseitigen, und beteilige dich an der Diskussion. (Artikel eintragen)
Die Genossenschaftsbewegung hatte ihre Anfänge in England und Frankreich ab Mitte des 19. Jahrhunderts. Als soziale Bewegung definierte sie sich über die Ideen des genossenschaftlich geprägten Sozialismus nach Zuschnitt Charles Fouriers und Robert Owens. Mit ihren wirtschaftspolitischen Zielsetzungen galt sie als bedeutender Lösungsversuch zur Bewältigung der vom Frühkapitalismus aufgeworfenen sozialen Probleme. Im Vordergrund steht in diesem Zusammenhang der Gedanke der Produktionsgenossenschaft („fördernde Betriebswirtschaft“). Praktischen Erfolg konnte die Bewegung letztlich nicht für sich verzeichnen.
In Deutschland spielte der Gedanke einer Genossenschaftsbewegung lange in der Arbeiterbewegung eine Rolle, für die insbesondere Ferdinand Lassalle steht. Der vielleicht umfassendste Versuch der Bildung genossenschaftlicher Lebensgemeinschaften entstand nach der Wende zum 20. Jahrhundert in Palästina mit der Kibbuzbewegung, beginnend mit dem „Ur-Kibbuz“ Degania.

## Umfang der Bewegung
Wirtschaftszweige, die in der aufkommenden Industrialisierung notleidend wurden oder Krisen vorbeugen wollten, griffen zu neuen genossenschaftlichen Formen organisierter Selbsthilfe. Der Vorteil lag auf der Hand. Sie konnten konkrete Bedürfnisse unmittelbar befriedigen. Landwirte organisierten sich in Raiffeisen-Genossenschaften, Handwerker und Einzelhändler in Kreditgenossenschaften und Einkaufsgenossenschaften, Wohnungssuchende in Wohnungsbaugenossenschaften, Arbeiter – in ihrer Eigenschaft als Verbraucher – in Konsumgenossenschaften (vergleiche hierzu den ersten Konsumverein Geschichte von Rochdale 1844). Auch die Bauhüttenbewegung war eine berufliche Selbstorganisation und selbst die „Ritterschaften“ des niedergehenden Gutsadels organisierten sich. 
Auswirkungen hatte die Genossenschaftsbewegung auf die Arbeiterbewegung, aber auch auf die Gewerkschaftsbewegung, den Gildensozialismus und den Anarchosyndikalismus.

## Historische Anbindung
Historisch griff die Genossenschaftsbewegung – zumal im deutschen Sprachbereich – auf die bereits vom Mittelalter her bekannten „Genossenschaften“ („Einungen“, „Gilden“) zurück (z. B. Waldgenossenschaften, Deichgenossenschaften, Beerdigungsgenossenschaften). Sie unterscheidet sich aber von den herkömmlich-„gemeinschaftlich“ überkommenen Formen in ihrer zweckrationalen und theoriegestützten Planung. Diese neuzeitliche Genossenschaftsbewegung ist auch nicht die erste wirtschaftspolitisch antikapitalistische Reformbewegung (z. B. liegt die Entstehung des Sparkassenwesens mit seinen gemeinnützigen Zügen zwei Generationen davor). Klassische betriebliche Funktionen ließen sich genossenschaftlich zielgerichtet bündeln, etwa die Finanzierung, der Einkauf, die Fertigung und der Absatz von Vorhaben und Produkten.

## Analysen der Genossenschaftsbewegung(en)
Wissenschaftlich haben Otto von Gierke als Rechtshistoriker (Zweiformenlehre: römischrechtliche „Herrschaft“ vs. deutschrechtliche „Genossenschaft“) und Ferdinand Tönnies als Soziologe (zwei Normaltypen: „Gemeinschaft“ und „Gesellschaft“) schon früh richtungweisende Analysen zu dieser sozialen Bewegung vorgelegt. Franz Oppenheimer legte 1896 das „eherne Transformationsgesetz der Genossenschaften“ (Oppenheimersches Transformationsgesetz) vor, demzufolge alle Genossenschaften sich über kurz oder lang in kapitalistische Unternehmen umwandeln müssen.
Für die Einzelzweige der Genossenschaftsbewegung wirkten branchentypische Theoretiker und Gründer: Friedrich Wilhelm Raiffeisen, Victor Aimé Huber und Heinrich Kaufmann. Hermann Schulze-Delitzsch organisierte in Deutschland Darlehensvereine und Einkaufsgenossenschaften vor allem für Handwerker. Die konnten sich bereits 1864 zu Dachverbänden zusammenschließen und wurden 1865 in Preußen gesetzlich anerkannt. Genossenschaften dieser Art entwickelten sich auch in der Habsburgermonarchie, der Schweiz, Italien und den Niederlanden, kaum jedoch im Spanien des 19. Jahrhunderts.

## Juristische Ausprägung
Rechtlich erwirkte die Genossenschaftsbewegung im Deutschen Reich das Genossenschaftsgesetz (GenG), in dem die Formen der „eingetragenen Genossenschaft mit unbeschränkter Haftsumme“ (eGmuH) beziehungsweise „mit beschränkter Haftsumme“ (eGmbH) ausgebildet wurden, aber traditionale Genossenschaften gerade nicht einbezogen waren. Auch andere Rechtsformen konnten genossenschaftsmäßig ausgestaltet werden (eingetragene Vereine, Versicherungsvereine auf Gegenseitigkeit, Stiftungen).